# 다이와 로이넷 호텔즈
다이와 로이넷 호텔즈(일본어: ダイワロイネットホテルズ, 영어: Daiwa Roynet Hotels)는 일본의 호텔 체인이다. 다이와 하우스 공업의 100% 자회사인 다이와 하우스 리얼티 매니지먼트가 운영한다.